# Френч (остров)
Френч (англ. French Island) — прибрежный остров в заливе Уэстерн-Порт в штате Виктория, Австралия. Постоянное население — 119 человек (2016). Туристическая инфраструктура для нужд экологического туризма, отделение почты, один универсальный магазин. Около 70 % площади острова занимает национальный парк.

## История

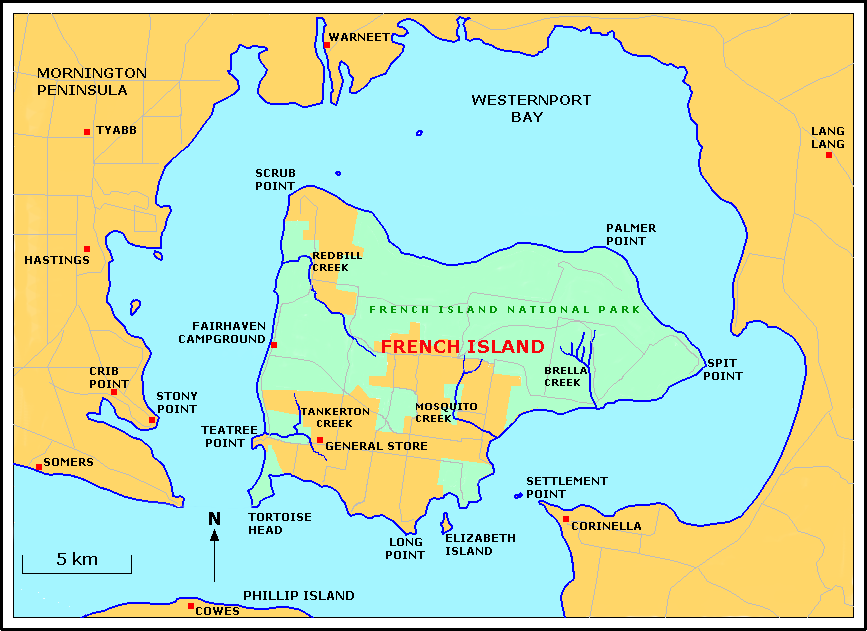
Френч-Айленд (национальный парк) занимает ок. 70 % площади острова

Открыт и назван в апреле 1802 года французской экспедицией. В 1880-х на здесь были интродуцированы коалы. Уже в XX веке некоторое время на острове содержались заключённые. Затем планировалось строительство АЭС, которое не состоялось.

## Природа
Этот остров — одно из двух мест в штате, где отсутствует инвазивный вид — лисица. Это обстоятельство благотворно влияет на местную редкую фауну.

## Транспорт
Остров связан с материком пассажирскими паромами, которые не перевозят автомобили. Есть частные ВПП для лёгких самолётов. На самом острове — около 40 км дорог с гравийным покрытием.